# 8 uur van Bahrein 2024
De 8 uur van Bahrein 2024 was de achtste en laatste race van het FIA World Endurance Championship-seizoen 2024. De race werd verreden op 2 november 2024 op het Bahrain International Circuit nabij Sakhir, Bahrein.
De race werd gewonnen door de Toyota Gazoo Racing #8 van Sébastien Buemi, Brendon Hartley en Ryō Hirakawa. De LMGT3-klasse werd gewonnen door de Vista AF Corse #55 van François Heriau, Simon Mann en Alessio Rovera.

## Inschrijvingen
Er waren 36 auto's ingeschreven voor de race, bestaande uit achttien in de Hypercar-klasse en achttien in de LMGT3-klasse. In de Hypercar-categorie keerde Sébastien Bourdais terug in de #2 Cadillac Racing als derde coureur. Bij het Alpine Endurance Team werd de gestopte Nicolas Lapierre in de #36-inschrijving vervangen door Charles Milesi, die op zijn beurt in de #35-auto werd vervangen door de teruggekeerde Paul-Loup Chatin.
In de LMGTE Am-klasse werd Franck Perera in de #60 Iron Lynx vervangen door Matteo Cairoli. In de #78 Akkodis ASP Team maakte Clemens Schmid plaats voor Conrad Laursen. In de #88 Proton Competition werden Mikkel O. Pedersen en Christian Ried vervangen door de teruggekeerde Giorgio Roda en de nieuwe Giammarco Levorato.

## Kwalificatie
Tijden vetgedrukt betekent de snelste tijd in die klasse.
| Pos. | Klasse   | No. | Team                      | Kwalificatie | Hyperpole | Grid |
| ---- | -------- | --- | ------------------------- | ------------ | --------- | ---- |
| 1    | Hypercar | 8   | Toyota Gazoo Racing       | 1:47.698     | 1:46.714  | 1    |
| 2    | Hypercar | 7   | Toyota Gazoo Racing       | 1:47.498     | 1:47.037  | 2    |
| 3    | Hypercar | 51  | Ferrari AF Corse          | 1:47.531     | 1:47.080  | 3    |
| 4    | Hypercar | 99  | Proton Competition        | 1:48.101     | 1:47.234  | 4    |
| 5    | Hypercar | 50  | Ferrari AF Corse          | 1:48.014     | 1:47.527  | 5    |
| 6    | Hypercar | 6   | Porsche Penske Motorsport | 1:48.042     | 1:47.542  | 6    |
| 7    | Hypercar | 5   | Porsche Penske Motorsport | 1:47.944     | 1:47.630  | 7    |
| 8    | Hypercar | 12  | Hertz Team Jota           | 1:47.857     | 1:47.950  | 8    |
| 9    | Hypercar | 15  | BMW M Team WRT            | 1:47.741     | 1:47.970  | 9    |
| 10   | Hypercar | 20  | BMW M Team WRT            | 1:47.550     | 1:54.564  | 10   |
| 11   | Hypercar | 38  | Hertz Team Jota           | 1:48.263     |           | 11   |
| 12   | Hypercar | 83  | AF Corse                  | 1:48.282     |           | 13   |
| 13   | Hypercar | 2   | Cadillac Racing           | 1:48.466     |           | 12   |
| 14   | Hypercar | 35  | Alpine Endurance Team     | 1:48.534     |           | 14   |
| 15   | Hypercar | 94  | Peugeot TotalEnergies     | 1:48.552     |           | 15   |
| 16   | Hypercar | 63  | Lamborghini Iron Lynx     | 1:48.555     |           | 16   |
| 17   | Hypercar | 36  | Alpine Endurance Team     | 1:48.796     |           | 17   |
| 18   | Hypercar | 93  | Peugeot TotalEnergies     | Geen tijd    |           | 18   |
| 19   | LMGT3    | 95  | United Autosports         | 2:02.311     | 2:02.201  | 19   |
| 20   | LMGT3    | 59  | United Autosports         | 2:02.714     | 2:02.203  | 20   |
| 21   | LMGT3    | 55  | Vista AF Corse            | 2:02.458     | 2:02.367  | 21   |
| 22   | LMGT3    | 85  | Iron Dames                | 2:02.591     | 2:02.636  | 22   |
| 23   | LMGT3    | 92  | Manthey PureRxcing        | 2:03.202     | 2:02.720  | 23   |
| 24   | LMGT3    | 27  | Heart of Racing Team      | 2:03.140     | 2:02.949  | 24   |
| 25   | LMGT3    | 54  | Vista AF Corse            | 2:02.679     | 2:03.033  | 25   |
| 26   | LMGT3    | 81  | TF Sport                  | 2:03.272     | 2:03.125  | 26   |
| 27   | LMGT3    | 82  | TF Sport                  | 2:02.959     | 2:03.176  | 27   |
| 28   | LMGT3    | 78  | Akkodis ASP Team          | 2:03.641     | 2:03.269  | 28   |
| 29   | LMGT3    | 777 | D'Station Racing          | 2:03.763     |           | 29   |
| 30   | LMGT3    | 31  | Team WRT                  | 2:03.785     |           | 30   |
| 31   | LMGT3    | 46  | Team WRT                  | 2:03.797     |           | 31   |
| 32   | LMGT3    | 91  | Manthey EMA               | 2:03.975     |           | 32   |
| 33   | LMGT3    | 88  | Proton Competition        | 2:04.315     |           | 33   |
| 34   | LMGT3    | 77  | Proton Competition        | 2:04.606     |           | 34   |
| 35   | LMGT3    | 87  | Akkodis ASP Team          | 2:04.772     |           | 35   |
| 36   | LMGT3    | 60  | Iron Lynx                 | 2:05.237     |           | 36   |

## Uitslag
Winnaars in hun klasse zijn vetgedrukt.
| Pos. | Klasse   | No. | Team                      | Coureurs                                              | Chassis                          | Banden | Ronden | Tijd/Reden     |
| Pos. | Klasse   | No. | Team                      | Coureurs                                              | Motor                            | Banden | Ronden | Tijd/Reden     |
| ---- | -------- | --- | ------------------------- | ----------------------------------------------------- | -------------------------------- | ------ | ------ | -------------- |
| 1    | Hypercar | 8   | Toyota Gazoo Racing       | Sébastien Buemi Brendon Hartley Ryō Hirakawa          | Toyota GR010 Hybrid              | M      | 235    | 8:01:25.839    |
| 1    | Hypercar | 8   | Toyota Gazoo Racing       | Sébastien Buemi Brendon Hartley Ryō Hirakawa          | Toyota 3.5 L Turbo V6            | M      | 235    | 8:01:25.839    |
| 2    | Hypercar | 5   | Porsche Penske Motorsport | Matt Campbell Michael Christensen Frédéric Makowiecki | Porsche 963                      | M      | 235    | +29.177        |
| 2    | Hypercar | 5   | Porsche Penske Motorsport | Matt Campbell Michael Christensen Frédéric Makowiecki | Porsche 9RD 4.6 L Turbo V8       | M      | 235    | +29.177        |
| 3    | Hypercar | 93  | Peugeot TotalEnergies     | Mikkel Jensen Nico Müller Jean-Éric Vergne            | Peugeot 9X8                      | M      | 235    | +36.799        |
| 3    | Hypercar | 93  | Peugeot TotalEnergies     | Mikkel Jensen Nico Müller Jean-Éric Vergne            | Peugeot X6H 2.6 L Turbo V6       | M      | 235    | +36.799        |
| 4    | Hypercar | 35  | Alpine Endurance Team     | Paul-Loup Chatin Jules Gounon Ferdinand Habsburg      | Alpine A424                      | M      | 235    | +37.404        |
| 4    | Hypercar | 35  | Alpine Endurance Team     | Paul-Loup Chatin Jules Gounon Ferdinand Habsburg      | Alpine 3.4 L Turbo V6            | M      | 235    | +37.404        |
| 5    | Hypercar | 15  | BMW M Team WRT            | Raffaele Marciello Dries Vanthoor Marco Wittmann      | BMW M Hybrid V8                  | M      | 235    | +47.916        |
| 5    | Hypercar | 15  | BMW M Team WRT            | Raffaele Marciello Dries Vanthoor Marco Wittmann      | BMW P66/3 4.0 L Turbo V8         | M      | 235    | +47.916        |
| 6    | Hypercar | 2   | Cadillac Racing           | Earl Bamber Sébastien Bourdais Alex Lynn              | Cadillac V-Series.R              | M      | 235    | +55.841        |
| 6    | Hypercar | 2   | Cadillac Racing           | Earl Bamber Sébastien Bourdais Alex Lynn              | Cadillac LMC55R 5.5 L V8         | M      | 235    | +55.841        |
| 7    | Hypercar | 38  | Hertz Team Jota           | Jenson Button Philip Hanson Oliver Rasmussen          | Porsche 963                      | M      | 235    | +1:00.834      |
| 7    | Hypercar | 38  | Hertz Team Jota           | Jenson Button Philip Hanson Oliver Rasmussen          | Porsche 9RD 4.6 L Turbo V8       | M      | 235    | +1:00.834      |
| 8    | Hypercar | 83  | AF Corse                  | Robert Kubica Robert Shwartzman Ye Yifei              | Ferrari 499P                     | M      | 235    | +1:03.539      |
| 8    | Hypercar | 83  | AF Corse                  | Robert Kubica Robert Shwartzman Ye Yifei              | Ferrari F163 3.0 L Turbo V6      | M      | 235    | +1:03.539      |
| 9    | Hypercar | 36  | Alpine Endurance Team     | Charles Milesi Mick Schumacher Matthieu Vaxivière     | Alpine A424                      | M      | 235    | +1:12.064      |
| 9    | Hypercar | 36  | Alpine Endurance Team     | Charles Milesi Mick Schumacher Matthieu Vaxivière     | Alpine 3.4 L Turbo V6            | M      | 235    | +1:12.064      |
| 10   | Hypercar | 6   | Porsche Penske Motorsport | Kévin Estre André Lotterer Laurens Vanthoor           | Porsche 963                      | M      | 235    | +1:19.711      |
| 10   | Hypercar | 6   | Porsche Penske Motorsport | Kévin Estre André Lotterer Laurens Vanthoor           | Porsche 9RD 4.6 L Turbo V8       | M      | 235    | +1:19.711      |
| 11   | Hypercar | 50  | Ferrari AF Corse          | Antonio Fuoco Miguel Molina Nicklas Nielsen           | Ferrari 499P                     | M      | 235    | +1:30.651      |
| 11   | Hypercar | 50  | Ferrari AF Corse          | Antonio Fuoco Miguel Molina Nicklas Nielsen           | Ferrari F163 3.0 L Turbo V6      | M      | 235    | +1:30.651      |
| 12   | Hypercar | 99  | Proton Competition        | Julien Andlauer Neel Jani Harry Tincknell             | Porsche 963                      | M      | 234    | +1 ronde       |
| 12   | Hypercar | 99  | Proton Competition        | Julien Andlauer Neel Jani Harry Tincknell             | Porsche 9RD 4.6 L Turbo V8       | M      | 234    | +1 ronde       |
| 13   | Hypercar | 12  | Hertz Team Jota           | Callum Ilott Norman Nato Will Stevens                 | Porsche 963                      | M      | 234    | +1 ronde       |
| 13   | Hypercar | 12  | Hertz Team Jota           | Callum Ilott Norman Nato Will Stevens                 | Porsche 9RD 4.6 L Turbo V8       | M      | 234    | +1 ronde       |
| 14   | Hypercar | 51  | Ferrari AF Corse          | James Calado Antonio Giovinazzi Alessandro Pier Guidi | Ferrari 499P                     | M      | 233    | +2 ronden      |
| 14   | Hypercar | 51  | Ferrari AF Corse          | James Calado Antonio Giovinazzi Alessandro Pier Guidi | Ferrari F163 3.0 L Turbo V6      | M      | 233    | +2 ronden      |
| 15   | LMGT3    | 55  | Vista AF Corse            | François Heriau Simon Mann Alessio Rovera             | Ferrari 296 GT3                  | G      | 214    | +21 ronden     |
| 15   | LMGT3    | 55  | Vista AF Corse            | François Heriau Simon Mann Alessio Rovera             | Ferrari F163CE 3.0 L Turbo V6    | G      | 214    | +21 ronden     |
| 16   | LMGT3    | 81  | TF Sport                  | Rui Andrade Charlie Eastwood Tom van Rompuy           | Chevrolet Corvette Z06 GT3.R     | G      | 214    | +21 ronden     |
| 16   | LMGT3    | 81  | TF Sport                  | Rui Andrade Charlie Eastwood Tom van Rompuy           | Chevrolet LT6 5.5 L V8           | G      | 214    | +21 ronden     |
| 17   | LMGT3    | 82  | TF Sport                  | Sébastien Baud Daniel Juncadella Hiroshi Koizumi      | Chevrolet Corvette Z06 GT3.R     | G      | 214    | +21 ronden     |
| 17   | LMGT3    | 82  | TF Sport                  | Sébastien Baud Daniel Juncadella Hiroshi Koizumi      | Chevrolet LT6 5.5 L V8           | G      | 214    | +21 ronden     |
| 18   | LMGT3    | 60  | Iron Lynx                 | Matteo Cairoli Matteo Cressoni Claudio Schiavoni      | Lamborghini Huracán GT3 Evo 2    | G      | 214    | +21 ronden     |
| 18   | LMGT3    | 60  | Iron Lynx                 | Matteo Cairoli Matteo Cressoni Claudio Schiavoni      | Lamborghini DGF 5.2 L V10        | G      | 214    | +21 ronden     |
| 19   | LMGT3    | 91  | Manthey EMA               | Richard Lietz Morris Schuring Yasser Shahin           | Porsche 911 GT3 R (992)          | G      | 214    | +21 ronden     |
| 19   | LMGT3    | 91  | Manthey EMA               | Richard Lietz Morris Schuring Yasser Shahin           | Porsche M97/80 4.2 L Flat-6      | G      | 214    | +21 ronden     |
| 20   | LMGT3    | 59  | United Autosports         | Nicolas Costa James Cottingham Grégoire Saucy         | McLaren 720S GT3 Evo             | G      | 214    | +21 ronden     |
| 20   | LMGT3    | 59  | United Autosports         | Nicolas Costa James Cottingham Grégoire Saucy         | McLaren M840T 4.0 L Turbo V8     | G      | 214    | +21 ronden     |
| 21   | LMGT3    | 54  | Vista AF Corse            | Francesco Castellacci Thomas Flohr Davide Rigon       | Ferrari 296 GT3                  | G      | 214    | +21 ronden     |
| 21   | LMGT3    | 54  | Vista AF Corse            | Francesco Castellacci Thomas Flohr Davide Rigon       | Ferrari F163CE 3.0 L Turbo V6    | G      | 214    | +21 ronden     |
| 22   | LMGT3    | 95  | United Autosports         | Josh Caygill Nico Pino Marino Sato                    | McLaren 720S GT3 Evo             | G      | 214    | +21 ronden     |
| 22   | LMGT3    | 95  | United Autosports         | Josh Caygill Nico Pino Marino Sato                    | McLaren M840T 4.0 L Turbo V8     | G      | 214    | +21 ronden     |
| 23   | LMGT3    | 92  | Manthey PureRxcing        | Klaus Bachler Aleksandr Malychin Joel Sturm           | Porsche 911 GT3 R (992)          | G      | 214    | +21 ronden     |
| 23   | LMGT3    | 92  | Manthey PureRxcing        | Klaus Bachler Aleksandr Malychin Joel Sturm           | Porsche M97/80 4.2 L Flat-6      | G      | 214    | +21 ronden     |
| 24   | LMGT3    | 85  | Iron Dames                | Sarah Bovy Rahel Frey Michelle Gatting                | Lamborghini Huracán GT3 Evo 2    | G      | 214    | +21 ronden     |
| 24   | LMGT3    | 85  | Iron Dames                | Sarah Bovy Rahel Frey Michelle Gatting                | Lamborghini DGF 5.2 L V10        | G      | 214    | +21 ronden     |
| 25   | LMGT3    | 27  | Heart of Racing Team      | Ian James Daniel Mancinelli Alex Riberas              | Aston Martin Vantage AMR GT3 Evo | G      | 214    | +21 ronden     |
| 25   | LMGT3    | 27  | Heart of Racing Team      | Ian James Daniel Mancinelli Alex Riberas              | Aston Martin M177 4.0 L Turbo V8 | G      | 214    | +21 ronden     |
| 26   | LMGT3    | 777 | D'Station Racing          | Erwan Bastard Clément Mateu Marco Sørensen            | Aston Martin Vantage AMR GT3 Evo | G      | 214    | +21 ronden     |
| 26   | LMGT3    | 777 | D'Station Racing          | Erwan Bastard Clément Mateu Marco Sørensen            | Aston Martin M177 4.0 L Turbo V8 | G      | 214    | +21 ronden     |
| 27   | LMGT3    | 31  | Team WRT                  | Augusto Farfus Sean Gelael Darren Leung               | BMW M4 GT3                       | G      | 214    | +21 ronden     |
| 27   | LMGT3    | 31  | Team WRT                  | Augusto Farfus Sean Gelael Darren Leung               | BMW P58 3.0 L Turbo I6           | G      | 214    | +21 ronden     |
| 28   | LMGT3    | 46  | Team WRT                  | Ahmad Al Harthy Maxime Martin Valentino Rossi         | BMW M4 GT3                       | G      | 213    | +22 ronden     |
| 28   | LMGT3    | 46  | Team WRT                  | Ahmad Al Harthy Maxime Martin Valentino Rossi         | BMW P58 3.0 L Turbo I6           | G      | 213    | +22 ronden     |
| DNF  | Hypercar | 63  | Lamborghini Iron Lynx     | Mirko Bortolotti Daniil Kvjat Edoardo Mortara         | Lamborghini SC63                 | M      | 200    | Technisch      |
| DNF  | Hypercar | 63  | Lamborghini Iron Lynx     | Mirko Bortolotti Daniil Kvjat Edoardo Mortara         | Lamborghini 3.8 L Turbo V8       | M      | 200    | Technisch      |
| DNF  | Hypercar | 94  | Peugeot TotalEnergies     | Loïc Duval Paul di Resta Stoffel Vandoorne            | Peugeot 9X8                      | M      | 179    | Technisch      |
| DNF  | Hypercar | 94  | Peugeot TotalEnergies     | Loïc Duval Paul di Resta Stoffel Vandoorne            | Peugeot X6H 2.6 L Turbo V6       | M      | 179    | Technisch      |
| DNF  | LMGT3    | 77  | Proton Competition        | Ben Barker Ryan Hardwick Zacharie Robichon            | Ford Mustang GT3                 | G      | 178    | Schade ongeluk |
| DNF  | LMGT3    | 77  | Proton Competition        | Ben Barker Ryan Hardwick Zacharie Robichon            | Ford Coyote 5.4 L V8             | G      | 178    | Schade ongeluk |
| DNF  | LMGT3    | 87  | Akkodis ASP Team          | Takeshi Kimura José María López Esteban Masson        | Lexus RC F GT3                   | G      | 176    | Mechanisch     |
| DNF  | LMGT3    | 87  | Akkodis ASP Team          | Takeshi Kimura José María López Esteban Masson        | Lexus 2UR-GSE 5.0 L V8           | G      | 176    | Mechanisch     |
| DNF  | Hypercar | 7   | Toyota Gazoo Racing       | Mike Conway Kamui Kobayashi Nyck de Vries             | Toyota GR010 Hybrid              | M      | 175    | Elektrisch     |
| DNF  | Hypercar | 7   | Toyota Gazoo Racing       | Mike Conway Kamui Kobayashi Nyck de Vries             | Toyota 3.5 L Turbo V6            | M      | 175    | Elektrisch     |
| DNF  | LMGT3    | 88  | Proton Competition        | Giammarco Levorato Dennis Olsen Giorgio Roda          | Ford Mustang GT3                 | G      | 148    | Brand          |
| DNF  | LMGT3    | 88  | Proton Competition        | Giammarco Levorato Dennis Olsen Giorgio Roda          | Ford Coyote 5.4 L V8             | G      | 148    | Brand          |
| DNF  | Hypercar | 20  | BMW M Team WRT            | Robin Frijns Sheldon van der Linde René Rast          | BMW M Hybrid V8                  | M      | 111    | Aandrijving    |
| DNF  | Hypercar | 20  | BMW M Team WRT            | Robin Frijns Sheldon van der Linde René Rast          | BMW P66/3 4.0 L Turbo V8         | M      | 111    | Aandrijving    |
| DNF  | LMGT3    | 78  | Akkodis ASP Team          | Conrad Laursen Kelvin van der Linde Arnold Robin      | Lexus RC F GT3                   | G      | 36     | Ophanging      |
| DNF  | LMGT3    | 78  | Akkodis ASP Team          | Conrad Laursen Kelvin van der Linde Arnold Robin      | Lexus 2UR-GSE 5.0 L V8           | G      | 36     | Ophanging      |

## Eindstanden na wedstrijd
Hypercar (coureurs)
| Pos | Coureur                                               | Punten |
| --- | ----------------------------------------------------- | ------ |
| 1   | Kévin Estre André Lotterer Laurens Vanthoor           | 152    |
| 2   | Antonio Fuoco Miguel Molina Nicklas Nielsen           | 115    |
| 3   | Kamui Kobayashi Nyck de Vries                         | 113    |
| 4   | Sébastien Buemi Brendon Hartley Ryō Hirakawa          | 109    |
| 5   | Matt Campbell Michael Christensen Frédéric Makowiecki | 104    |

Hypercar (constructeurs)
| Pos | Constructeur | Punten |
| --- | ------------ | ------ |
| 1   | Toyota       | 190    |
| 2   | Porsche      | 188    |
| 3   | Ferrari      | 137    |
| 4   | Alpine       | 70     |
| 5   | BMW          | 64     |

Hypercar (teams)
| Pos | Nr | Constructeur       | Punten |
| --- | -- | ------------------ | ------ |
| 1   | 12 | Hertz Team Jota    | 183    |
| 2   | 38 | Hertz Team Jota    | 153    |
| 3   | 83 | AF Corse           | 149    |
| 4   | 99 | Proton Competition | 139    |

LMGT3
| Pos | Coureur                                     | Punten |
| --- | ------------------------------------------- | ------ |
| 1   | Klaus Bachler Aleksandr Malychin Joel Sturm | 139    |
| 2   | Richard Lietz Morris Schuring Yasser Shahin | 105    |
| 3   | François Heriau Simon Mann Alessio Rovera   | 97     |
| 4   | Augusto Farfus Sean Gelael Darren Leung     | 85     |
| 5   | Ian James Daniel Mancinelli Alex Riberas    | 83     |

LMGT3 (teams)
| Pos | Nr | Team                 | Punten |
| --- | -- | -------------------- | ------ |
| 1   | 92 | Manthey PureRxcing   | 139    |
| 2   | 91 | Manthey EMA          | 105    |
| 3   | 55 | Vista AF Corse       | 97     |
| 4   | 31 | Team WRT             | 85     |
| 5   | 27 | Heart of Racing Team | 83     |